# Cymbopogon martini
Cymbopogon martinii trong tiếng Việt gọi tên sả rộng, sả lá rộng, sả ấn độ, là một loài thực vật có hoa trong họ Hòa thảo. Loài này được (Roxb.) W.Watson mô tả khoa học đầu tiên năm 1882. Trong danh pháp khoa học của loài thì phần thứ hai gọi -martini hay -martinii được vinh danh nhà tự nhiên học William Martin (1767-1810).